# Кошелюк Олег Борисович
Олег Борисович Кошелюк (нар. 7 вересня 1969, Львів, УРСР) — радянський та український футболіст, нападник та півзахисник. Зараз — тренер ДЮФК «Одеса».

## Кар'єра гравця

### Ранні роки
Олег Кошелюк народився 7 вересня 1969 року у Львові. Футболом почав займатися з другого класу ЗОШ. Брав участь у змаганнях Шкіряний м'яч. Спочатку пішов до ДЮСШ м. Павлоград. Перші тренери — Г.Кумченко та М.Гаріфулін. А згодом почав тренуватися в спецкласі при головній команді міста, «Колосі».

### Початок кар'єри
В 1985 році, в 15-річному віці, дебютував у складі головної команди «Колоса», який в той час виступав у Другій лізі СРСР. У своєму дебютному сезоні молодий гравець зіграв 17 матчів.
В 1986 році команда змінила назву на «Шахтар», а Олег продовжив виступати в павлоградській команді, кольори якої Кошелюк захищав до 1988 року. За цей час у чемпіонатах СРСР зіграв 89 матчів та відзначився 4-ма голами, ще 1 матч за павлоградських гірників зіграв у кубку СРСР. У 1988 році перейшов до складу дніпропетровського «Дніпра», який на той час виступав у вищій лізі радянського чемпіонату. У футболці дніпропетровського клубу дебютував 11 червня 1988 року в переможному (1:0) домашньому матчі 4-го туру групи Г кубку Федерації футболу СРСР проти харківського «Металіста». Кошелюк вийшов на поле на 46-й хвилині, замінивши Андрія Сідельнікова. А вже 16 червня 1988 року зіграв свій другий матч у футболці дніпрян, також у кубку Федерації футболу СРСР, цього разу проти одеського «Чорноморця», в якому команди розійшлися миром, 2:2. Олег вийшов на поле лише на 90-й хвилині, замінивши одного з авторів забитого м'яча в тому поєдинку, Василя Сторчака. 20 липня 1988 року знову вийшов на поле в футболці дніпрян, цього разу в переможному (2:0) виїзному поєдинку 1/16 фіналу кубку СРСР проти «Шинника». Кошелюк вийшов на поле на 46-й хвилині, замінивши Петра Нейштетера. Свій перший та єдиний матч у вищій лізі чемпіонату СРСР зіграв 14 листопада 1988 року в переможному для дніпропетровців (4:3) домашньому поєдинку 29-го туру чемпіонату проти «Динамо» (Мінськ). Олег вийшов на поле в стартовому складі та відіграв увесь поєдинок, а на 24-й хвилині відзначився голом. Також в 1988 році відзначився 3-ма голами за «Дніпро» в першості дублерів.

### Одеський період
1989 року Олег Кошелюк мав відслужити у збройних силах СРСР, але оскільки він займався футболом, том мав змогу відіграти період своєї служби в одній з армійських футбольних команд. Також у цей період футбольні клуби, переважно завдяки неформальним каналам впливу, могли сприяти звільненню футболістів від військової служби, але дніпропетровці, маючи такі можливості, вирішили не застосовувати їх до Кошелюка. Чисто з формальної точки зору Олег мав пройти військову службу в київському СКА, однак Олег пішов на хитрість. Він виїхав до Одеси, де в місцевому СКА вже проходили та мали пройти військову сужбу його знайомі. Там Кошелюк й пройшов військову службу. Ще однією причиною відслужити саме 1989 року був той факт, що з 1990 року радянські призовники в армії мали відслужити вже 3 роки, а не 2, як було раніше. У футболці одеських армійців у чемпіонаті СРСР відіграв 85 матчів та відзначився 15-ма голами. Про високий рівень тодішнього СКА свідчить той факт, що 6—7 гравців тодішньої каоманди одеських армійців зрештою опинилися в одеському «Чорноморці». Зрештою, цим же шляхом пішов і Олег Кошелюк, в 1991 році він приєднався до одеських моряків. Одесити на той час виступали в вищій лізі радянського чемпіонату. За «Чорноморець» дебютував 3 березня 1991 року в програному (0:1) виїзному матчі 1/4 фіналу кубку СРСР проти «Арарата». Олег вийшов на поле в стартовому складі, а на 63-й хвилині його замінив Володимир Зінич. У чемпіонатах СРСР за одеситів дебютував 16 березня 1991 року в нічийному (1:1) виїзному поєдинку проти «Паміра» (Душанбе). У тому матчі вийшов на поле на 46-й хвилині, замінивши Олександра Щербакова. Дебютним голом за моряків відзначився 28 квітня 1991 року на 59-й хвилині переможного (3:0) домашнього матчу 8-го туру вищої ліги чемпіонату СРСР проти запорізького «Металурга». Кошелюк вийшов у стартовому складі та відіграв увесь поєдинок. Загалом той сезон Олег провів досить успішно, відзначився 6-ма голами, виступаючи на позиції під нападником. Того сезону одесити фінішували на 4-му місці, поступившись за показником забитих та пропущених м'ячів московському «Торпедо».
З 1992 року Олег Кошелюк продовжував виступати в складі «Чорноморця», але тепер уже в вищій лізі чемпіонату України. Перший чемпіонат України був вже не такого високого рівня, як радянський, оскільки до вищої ліги, яка складалася з двох підгруп, потрапили колективи з першої та другої ліг радянського чемпіонату. У вищій лізі чемпіонату України дебютував 6 березня 1992 року в нічийному (2:2) переможному матчі 1-го туру першої підгрупи вищої ліги чемпіонату України проти львівських «Карпат». Олег вийшов у стартовому складі та відіграв увесь поєдинок. Дебтним голом в чемпіонатах України відзначився 11 вересня 1992 року на 89-й хвилині переможного (3:2) виїзного матчу 5-го туру вищої ліги чемпіонату України проти запорізького «Металурга». Кошелюк вийшов у стартовому складі та відіграв увесь поєдинок. У футболці одеситів регулярно виступав у єврокубках. Цей період став одним з найуспішнішим в кар'єрі Олега. В 1992 році «Чорноморець» став володарем кубку України, перемігши в фінальному матчі хірківський «Металіст». Крім того, в сезоні 1992/93 років «Чорноморець» став бронзовим призером вищої ліги чемпіонату України. Протягом 4 сезонів, проведених у футболці одеських моряків, Олег Кошелюк у вищих дивізіонах футбольного чемпіонату зіграв 87 матчів та відзначився 12-ма голами, ще 13 матчів (2 голи) зіграв за одеситів у національних кубках.

### Ізраїль та Росія
За рік до свого переїзду в Ізраїль Кошелюк мав шанс переїхати до Бельгії. «Чорноморець» та «Стандарт» погодили всі умови трансферу, але перехід зірвався в останній момент, через проблеми з отриманням бельгійської візи. Тому Олег ще один сезон відіграв у одеському клубі. 13 жовтня 1993 року в переможному (2:1) домашньому поєдинку 11-го туру вищої ліги чемпіонату України проти дніпропетровського «Дніпра» зіграв свій останній матч за одеситів. Кошелюк вийшов на поле в стартовому складі та відіграв увесь поєдинок. По завершенню цього матчу відправився в Ізраїль. Там почав виступати в складі єрусалимського «Бейтара», кольори якого захищав у 1994 році. За єрусалимський клуб зіграв 31 матч та відзначився 9-ма голами в національному чемпіонаті. На початку 90-их практично в кожній команді з Ізраїлю було по 2—3 гравці з колишнього Радянського Союзу. В цей час у чемпіонаті грало багато технічно сильних, але слабко фізично готових гравців. Тому в «Бейтарі» Олегу Кошелюку доводилося бути «двигуном команди». В Єрусалимі на той час виступало від 7 до 9 гравців національної збірної Ізраїлю. В сезоні 1994/95 років захищав кольори «Хапоеля» (Хайфи), в складі якого в чемпіонаті Ізраїлю зіграв 30 матчів та відзначився 3-ма голами. В сезоні 1995/96 років виступав у складі «Хапоеля» (Рішон-ле-Ціон), у футболці якого в ізраїльському чемпіонаті зіграв 29 матчів та відзначився 3-ма голами. Сезон 1996/97 років у національному чемпіонаті зіграв 26 матчів у футболці «Хапоеля» (Бейт-Шеан). В 1997 році контракт Олега викупило московське «Торпедо-Лужники».
У московському клубі на той час була значна кількість легіонерів і перед цією командою стояли амбітні завдання. «Торпедо» на той час виступало у вищому дивізіоні російського чемпіонату. 9 липня 1997 року Кошелюк дебютував за «Торпедо» в переможному (3:1) домашньому матчі 17-го туру вищої ліги чемпіонату Росії проти «Жемчужини» (Сочі). В тому поєдинку Олег замінив Андрія Гашкіна. У складі московського клубу в національному чемпіонаті провів 16 поєдинків, ще 1 матч у кубку Росії та 4 — у єврокубках. Крім того, зіграв 4 матчі (2 голи) за друголіговий фарм-клуб москвичів, «Торпедо-д».

### Повернення в Україну та вояж до Красноярська
Через конфлікт з керівництвом московського клубу Олег перестав потрапляти в заявку на поєдинки. Завдяки знайомству з Ігорем Бєлановим Кошелюк на правах оренди виступав у маріупольському «Металурзі». Проте пробитися до основи Олегу так і не вдалося. 17 березня 1998 року дебютував за маріупольську команду в нічийному (1:1) домашньому матчі 16-го туру чемпіонату України проти криворізького «Кривбасу». Кошелюк вийшов на поле в стартовому складі, але на 46-й хвилині поєдинку його замінив Володимир Браїла. За час, проведений у Маріуполі, зіграв 8 матчів у вищій лізі чемпіонату України. В цей період виступав під керівництвом відомого українського тренера Миколи Павлова. Крім цього, з 1998 по 1999 роки захищав кольори аматорського одеського клубу «Рибак-Дорожник». Проте оренда в «Металурзі» завершилася, тому Олег повернувся в Москву.
«Торпедо» Кошелюк, як і раніше, був не потрібний, тому його контракт викупила команда першої ліги чемпіонату Росії «Металург» (Красноярськ), яку на той час тренував Іштван Секеч. З металургом Олег підписав 3-річний контракт. 4 квітня 1999 року дебютував за красноярську команду в нічийному (1:1) виїзному матчі 2-го туру першої ліги чемпіонату Росії проти читинського «Локомотива». Олег вийшов на поле в стартовому складі, але на 73-й хвилині був замінений на Романа Кугу. Дебютним голом за красноярців відзначився 1 травня 1999 року на 60-й хвилині (реалізував пенальті) програного (2:3) домашнього поєдинку 7-го туру першої ліги російського чемпіонату проти тульського «Арсенала». Кошелюк вийшов у стартовому складі та відіграв увесь поєдинок. Протягом свого перебування в «Металурзі» в першій лізі чемпіонату Росії зіграв 93 матчі та відзначився 3-ма голами, ще 3 поєдинки за красноярську команду провів у кубку Росії.

### Друге повернення в Україну та вояж до Казахстану
Після завершення контракту з «Металургом» повернувся в Україну. З 2002 по 2003 року виступав у складі аматорських клубів «Тирас-2500» (Білгород-Дністровський), ІРІК (Одеса) та «Іван» (Одеса).
В 2003 році переїхав до Казахстану, де підписав контракт з клубом «Єсил-Богатир», який на той час виступав у вищому дивізіоні казахського чемпіонату. 15 квітня 2003 року дебютував за «Єсил» у переможному (1:0) виїзному поєдинку 2-го туру казахської Суперліги проти «Атирау». Олег вийшов на поле в стартовому складі, але на 57-й хвилині був замінений на Фархада Мірсалімбаєва. Першим та єдиним голом у футболці казахського клубу відзначився 23 березня 2003 року на 11-й хвилині нічийного (1:1) домашнього поєдинку 8-го туру казахської Суперліги проти клубу «Шахтар» (Караганда). Кошелюк вийшов у стартовому складі та відіграв увесь поєдинок. Протягом свого перебування в казахському клубі в національному чемпіонаті зіграв 11 матчів та відзначився 1 голом.

### Третє повернення в Україну та завершення професіональної кар'єри
В 2004 році, по завершенні контракту з казахським клубом, повернувся в Україну та підписав контракт з представником другої ліги чемпіонату України, ФК «Черкаси» (саме під такою назвою в той час виступав черкаський «Дніпро»). Олег, як у свої найкращі роки, й надалі виступав на позиції під нападником. Дебютував за черкащан 28 березня 2004 року в програному (0:2) виїзному матчі 16-го туру групи Б другої ліги чемпіонату України проти сімферопольського «Динамо-ІгроСервіс». Кошелюк вийшов на поле в стартовому складі, а на 85-й хвилині його замінив В'ячеслав Нужний. Першим та єдиним голом за черкащан відзначився 12 квітня 2005 року на 4-й хвилині переможного (6:1) виїзного поєдинку 19-го туру групи В другої ліги чемпіонату проти донецького «Олімпіка». Олег вийшов на поле в стартовому складі, а на 78-й хвилині його замінив Андрій Драголюк. У черкаській команді провів три неповних сезони, за цей час у другій лізі чемпіонату України зіграв 50 матчів та відзначився 1 голом, ще 4 поєдинки за черкаських дніпрян провів у кубку України. Після цього Олег Борисович вирішив завершити виступи на професіональному рівні.
Після завершення професіональної кар'єри не пішов з футболу, а з 2006 року продовжив виступати за команду «Реал Фарма» з чемпіонату міста Одеси. В своєму дебютному сезоні за аматорський клуб зіграв 21 матч та відзначився 3-ма голами. З того часу продовжував виступи за «Реал Фарму» й надалі. В 2006 році став переможцем чемпіонату Одеси з футболу, а в 2007 році — бронзовим призером турніру. В сезоні 2011/12 років одесити дебютували на професіональному рівні. Команда заявилася для участі в групі А другої ліги чемпіонату України. 23 липня 2011 року в програному (1:2) виїзному матчі групи А другої ліги чемпіонату України проти СКАД-Ялпуга Олег Борисович знову повернувся до виступів на професіональному рівні. Загалом у сезоні 2011/12 років Кошелюк 8 разів виходив на поле в футболці клубу в поєдинках групи А другої ліги чемпіонату України. Востаннє у професійній кар'єрі футболіста він виходив на поле 15 травня 2012 року в програному (0:8) виїзному поєдинку національного чемпіонату проти клубу «Енергія» (Нова Каховка). Він вийшов на поле на 83-й хвилині, замінивши Віталія Старовика.

## Кар'єра в збірній
У складі молодіжної збірної СРСР дебютував 24 вересня 1991 року на Центральному стадіоні «Динамо» (Москва) в групі 3 молодіжного чемпіонату Європи 1992 проти однолітків з Угорщини. Олег вийшов на поле в стартовому складі та відіграв увесь поєдинок. Матч завершився перемогою молодих радянських футболістів з рахунком 2:0.

## Футбольна діяльність
З липня 2011 року займав посаду адміністратора в клубі «Реал Фарма». З 2012 по 2013 роки працював тренером у клубі ФК «Таїрово». З 2014 року працює тренером ДЮФК «Одеса» .

## Досягнення

### На професіональному рівні
- Вища ліга чемпіонату України
  -  Бронзовий призер (1): 1992/93

- Кубок України
  -  Володар (1): 1992

### На аматорському рівні
- Чемпіонат Одеси
  -  Чемпіон (1): 2006
  -  Бронзовий призер (1): 2007